# Nhà thờ San Agustin, Manila
Nhà thờ San Augustin (tiếng Tây Ban Nha: Iglesia de la Inmaculada Concepción de María de San Agustín) là một nhà thờ Công giáo La Mã dưới sự bảo trợ của Hội Thánh Augustine, nằm bên trong tường thành phố lịch sử của Intramuros ở Manila. Nhà thờ này cùng với hai nhà thờ khác trong quần thể các nhà thờ kiểu Baroque của Philippines là di sản thế giới năm 1993. Nhà thờ được đưa vào danh mục công trình nổi bật quốc gia Philippines năm 1976.

## Lịch sử
Công trình hiện nay thực sự là nhà thờ Augustin thứ ba được dựng lên trên các trang địa điểm này. Nhà thờ San Agustin đầu tiên là công trình tôn giáo đầu tiên được xây dựng bởi người Tây Ban Nha trên đảo Luzon. Được làm bằng tre và dừa nước, nó được hoàn thành vào 1571, nhưng bị phá hủy bởi lửa trong tháng 12 năm 1574 trong cuộc xâm lược của Manila cố gắng của các lực lượng của Limahong. Một nhà thờ thứ hai làm bằng gỗ được xây dựng trên địa điểm này. Công trình đã bị phá hủy trong tháng 2 năm 1583, trong một trận hỏa hoạn được bắt đầu khi một cây nến đốt cháy màn cửa của bier tang lễ trong việc táng Toàn quyền Tây Ban Nha Gonzalo Ronquillo de Peñalosa.
Những người thuộc hội Augustin đã quyết định xây dựng lại nhà thờ bằng đá, và để xây dựng một tu viện lân cận. Công tác xây dựng bắt đầu vào năm 1586, dựa trên một thiết kế bởi Juan Macías. Công trình được xây dựng bằng đá đẽo hộp khai thác vật liệu không nung từ Meycauayan, Binangonan và San Mateo, Rizal. Công việc tiến hành chậm do thiếu quỹ và các tài liệu, cũng như sự khan hiếm tương đối của các nghệ nhân chế tác đá. Tu viện đã hoạt động năm 1604, và nhà thờ đã chính thức tuyên bố đầy đủ vào ngày 19 tháng 1 năm 1607, và được đặt tên St. Paul của Manila. Macías, người đã qua đời trước khi hoàn thành nhà thờ, đã được chính thức công nhận bởi các Augustinô là người xây dựng nhà thờ này.